# Примадонна

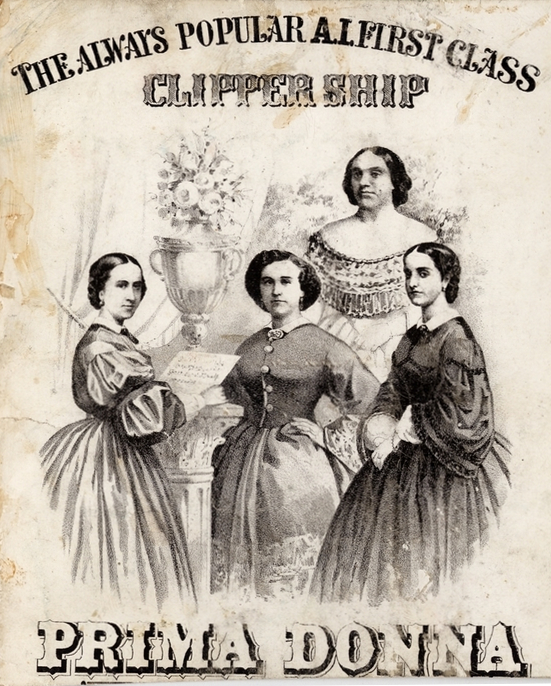
Соответствующе проиллюстрированный билет на парусник «Примадонна»

В опере или комедии дель арте примадонна (от итал. prima donna — «первая дама») — певица, которая исполняет первые партии в труппе. Близким понятием является «дива». Соответствующий термин для певца-мужчины (обычно тенора) — итал. primo uomo.

## Опера
В Италии в XIX веке исполнительница главных ролей в труппе называлась prima donna, что буквально означает «первая леди». Обычно она была первым сопрано в труппе и чаще всего исполняла ведущую партию в постановках, а её роли были длиннее, чем у других исполнительниц. Поклонники оперы часто делились на противостоящие «клубы», поддерживающие ту или иную примадонну. Вражда между поклонниками Марии Каллас и Ренаты Тебальди является одной из известнейших, несмотря на дружбу самих певиц.

## Каприз примадонны
Примадонны стали известны своим экспрессивным поведением и капризными требованиями по отношению к другим членам труппы, музыкантам, костюмерам, продюсерам и другим коллегам, с которыми приходилось мириться из-за таланта примадонн и привлечения ими зрителей. Из-за этого слово «примадонна» стало применяться к профессионалам в любой области, независимо от пола, которые считают себя незаменимыми, и на этом основании требуют к себе особого отношения от начальства, коллег, заказчиков и других окружающих. Современное значение слова приобрело негативную окраску тщеславного, невоспитанного, эготичного, вызывающего и темпераментного человека, с которым сложно работать, но чей вклад незаменим для успеха работы команды.